# خولیو سزار آرزو
خولیو سزار آرزو (انگلیسی: Julio César Arzú؛ زادهٔ ۵ ژوئن ۱۹۵۴) بازیکن سابق فوتبال اهل هندوراس بود.
وی همچنین در تیم‌ ملی فوتبال زیر ۲۰ سال هندوراس و تیم ملی فوتبال هندوراس بازی کرده‌است.